# Île-à-Vache
Île-à-Vache (em crioulo haitiano: Lilavach) é uma ilha e comuna do Haiti. Faz parte do arrondissement de Les Cayes, no departamento Sud. Tem cerca de 14000 habitantes

## História
A ilha era um refúgio para piratas, como o inglês Henry Morgan, do século XVII, que partiu para atacar a cidade do Panamá em janeiro de 1671.
O ex-corsário Laurens de Graaf torna-se então seu governador.
Em 1698, Jean-Baptiste du Casse, governador de Santo Domingo, concede a Île-à-Vache a Jean Le Goff de Beauregard. A ilha não faz parte da concessão concedida à Companhia de Santo Domingo na península do sul. Após a morte de Beauregard em 1699, a Companhia de Santo Domingo recupera a ilha em 1700.
Abraham Lincoln, querendo abolir a escravatura, não imaginava os Estados Unidos onde brancos e negros seriam iguais, "por suas diferenças raciais". De modo que durante a Guerra Civil Americana, estudou vários planos de colonização, incluindo a Libéria, considerada muito distante, Chiriquí e, finalmente, Île-à-Vache. Foi para lá que quatrocentos negros foram transferidos em 1862, mas foi um completo fracasso: a língua, a religião e os diferentes costumes provocaram a oposição dos ilhéus.